# Heinrich Buntzen

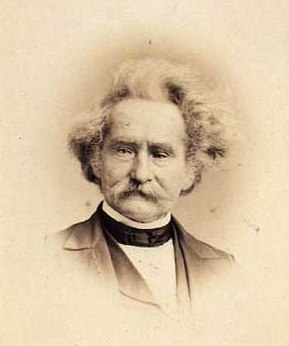
Heinrich Buntzen, 1866

Heinrich Christian August Buntzen (* 29. September 1803 in Kiel; † 12. Januar 1892 in Ordrup) war ein dänischer Maler, der vornehmlich als Landschaftsmaler tätig war.

## Leben
Heinrich Buntzen wuchs in Kiel auf, wo er  eine Ausbildung zum Dekorationsmaler machte. Während dieser Zeit erwachte sein Interesse für Landschaftsmalerei und 1821 wurde er an der Königlich Dänischen Kunstakademie in Kopenhagen angenommen, wo er beim Landschaftsmaler Jens Peter Møller studierte. Ab 1824 stellte er bei den jährlichen Ausstellungen im Schloss Charlottenborg aus. Beeinflusst vom norwegischen Maler Christian Dahl, wovon die romantischen Elemente in seinen Bildern zeugen, und von der nationalromantischen Strömung, widmete er sich vor allem der dänischen Landschaft. In Folge gewann er mehrere Preise, und bei den Ausstellungen 1831, 1835 und 1839 konnte er Gemälde an den König verkaufen.
1838 und 1840 bekam er Reisestipendien und verbrachte drei Jahre in Deutschland (Dresden und München) und in Rom. 1850 wurde er Mitglied der Königlich Dänischen Kunstakademie und 1863 Professor.

## Werke
Von 1824 bis 1892 stellte Heinrich Buntzen 105 Werke im Schloss Charlottenborg aus. Seine Gemälde sind heute u. a. in der Dänischen Nationalgalerie und in Thorvaldsens Museum zu finden.

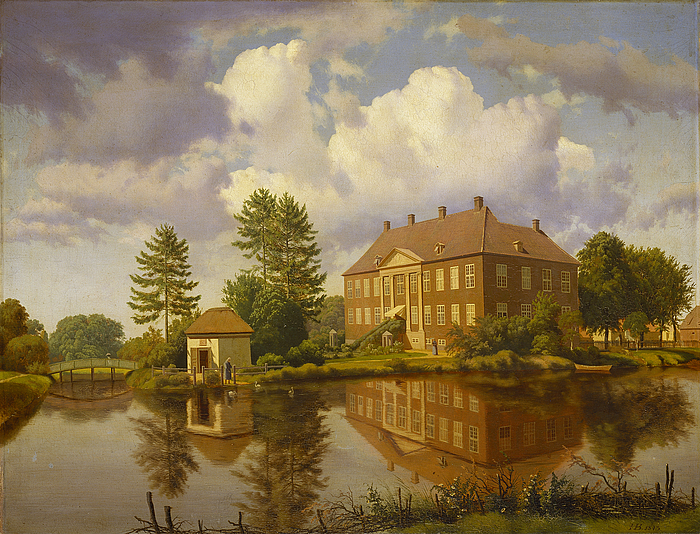
Nysø, Thorvaldsen vor seinem Studio, 1843, (Thorvaldsens Museum).
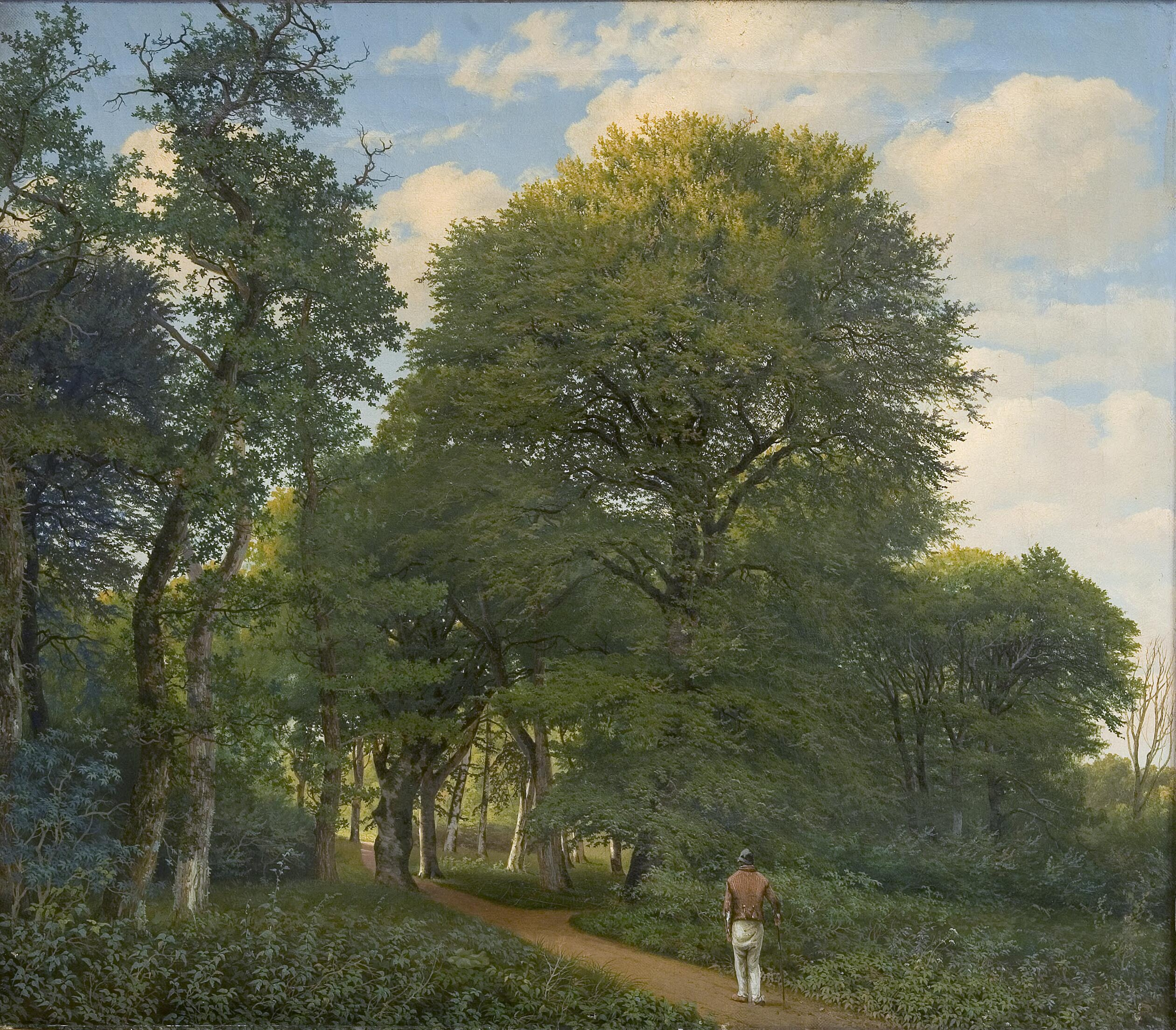
Eine Waldpartie in Charlottenlund. Abend,  zwischen 1818 und 1831 Statens Museum for Kunst.